# 国家貢献党
国家貢献党（タイ語：พรรคเพื่อแผ่นดิน, 英字表記：Pua Paendin）は、タイの政党。国土貢献党、国土のため党と訳されることもある。
2007年9月に旧タクシン派にも野党勢力にも組しない第三勢力を結集するとして結成された。前後に結成された新党の中では最も後発の政党であったが、有力な勢力を保ち、そのため軍部が政界に影響力を残すために結成した政党と見られたこともある。
党首にはスウィット・クーンキッティが就任した。観光産業の振興を主な政策として掲げたほか、愛国党結社禁止に関連して政治活動を制約されているスラキアット・サティアンタイ元副首相が、経済政策についてのみ顧問的に加わった。
2007年12月の総選挙では、60議席の目標には届かなかったものの、24議席を獲得して第4党となり、人民の力党主導のサマック政権に参加した。その後、人民の力党への憲法裁判所の解党判決にともない、アピシット・ウェーチャチーワ首相率いる民主党主導の連立政権に参加した。しかし党は求心力を維持できず分裂し、半数近くの下院議員がタイ誇り党に移籍。残りの議員もスウィットが社会行動党に移ったのをはじめタイ貢献党、民主党、タイ国民発展党などに次々と移り、散り散りとなった。最後に残った議員も2011年の下院総選挙を前にタイ団結国家開発党に事実上、合流して 国家開発・国土貢献党 を結成。ほぼ消滅した。